# 灵魂骇客2
《灵魂骇客2》是一款角色扮演游戏，由Atlus开发与发行，于2022年8月25日在Microsoft Windows、PlayStation 4、PlayStation 5、Xbox One和Xbox Series X/S上发行。本作是《恶魔召唤师：灵魂骇客》（1997年）的续集、《恶魔召唤师》系列的第五部作品（女神转生系列的一部分），为《灵魂骇客》系列25周年纪念作。
《灵魂骇客2》将《真·女神转生》的世界与科幻世界融为一体，讲述了一个关于人类与科技之间的全新故事。
《灵魂骇客2》获得了普遍的好评，部分评论家赞扬了其经典的指令制战斗，认为本作拥有令人愉快的体验，但另一部分评论家却认为战斗系统缺乏创造力，故事相当敷衍，是一款过于“熟悉”的
JRPG，没有做出过多创新。

## 登场角色
林檎（声：黑泽朋世）
本作主角，是Aion分裂出的特工。对人类社会与人类的感情有着强烈的好奇心，为阻止世界毁灭而不断战斗。
菲格（声：森奈奈子）
同林檎一样，也是Aion分裂出的特工。与林檎的冲动不同的是，菲格性格冷静、深思熟虑，总是能及时制止林檎。
艾罗（声：石川界人）
隶属于八咫乌的恶魔召唤师。平时少言寡语，是一名为人稳重的青年。
米莱狄（声：小清水亚美）
隶属于魅影协会的恶魔召唤师，因为某个原因加入林檎一行。
才藏（声：松风雅也）
不隶属于任何组织的恶魔召唤师。善于察言观色，性格惹人喜欢。

## 评价
《灵魂骇客2》在业界大部分获得普遍好评，但PC版本获得平均评价。
美国游戏评论网站《IGN》给予7分，《Game Informer》给予6.5分，《GameSpot》给予7分。日本电子游戏杂志《Fami通》给出38分的高评。